# Jacques Eynaud de Faÿ
Jacques Eynaud, puis Eynaud de Faÿ, ancien combattant de la Seconde Guerre mondiale, exploitant agricole au Logis de Coudreuse à Chantenay-Villedieu, dans la Sarthe où il est né le 8 mars 1908, décédé le 15 février 2009  au Bailleul.

## Biographie
Jacques Eynaud de Fay  est le fils de Pierre Eynaud (1875-1934) et de Geneviève de Benoist, il a pour grands-pères Léopold Eynaud, polytechnicien, officier de marine, directeur de la construction navale, puis inspecteur général du Génie Maritime, et  Jules de Benoist (1842-1904), général de cavalerie.
Il est le frère de Jean Eynaud de Faÿ, contre-amiral, et de Marie-Agnès Eynaud (1909), moniale puis religieuse à Ryde.
Formé par la JAC (Jeunesse agricole catholique), il fut en 1935 un militant très actif des Chemises vertes d'Henri Dorgères .
Il est rappelé sous les drapeaux au Mans en septembre 1939 où était implanté le 117e RI. Il est alors affecté au 2e bataillon du commandant Brébant à la 7e compagnie. Le 17 mai au soir le 117e fait mouvement vers la Somme, dans le secteur de Berny, Belloy-en-Santerre. À la tête de la section de mitrailleuses le sous-lieutenant est stoppé à Péronne.
Le 5 juin 1940, à court de ravitaillement et de munitions, ayant subi de très lourdes pertes, lui et ses hommes sont submergés par les chars allemands. Le lieutenant Jacques Eynaud de Faÿ de la C.A.2 recevra les compliments des officiers allemands pour sa défense opiniâtre.
Interné à l’Oflag IV-D en Silésie et libéré début 1942 il reprendra ses activités agricoles en étant fidèle au maréchal Pétain et en restant en contact permanent avec son frère Jean Eynaud de Faÿ, officier de marine, membre de l'ORA, puis commandant des FFI du département de Maine-et-Loire.
Après la guerre il fut tant à Lyon qu'à Paris, cadre commercial dans l'industrie agricole. Il sera nommé chef de bataillon de réserve.

## Décorations
- Chevalier de la Légion d'honneur (pour faits de résistance)

- Croix de guerre 1939-1945  (citation à l'ordre de l'armée)
- Médaille commémorative de la Somme[3].
- Médaille commémorative Rhin et Danube
- Croix du combattant
- Mérite agricole